# 塔氏壯象鼻魚
塔氏壯象鼻魚，為輻鰭魚綱骨舌魚目象鼻魚科的其中一種。分布於非洲剛果河上游流域，棲息於水底，具有發電器官，用來偵測獵物，體長可達13.9公分。